# Télévision française juive
Télévision française juive, également connue sous son sigle TFJ, est une chaîne de télévision de culture juive, diffusée en langue française.

## Histoire de la chaîne
Créée par Ghislain Allon et Michaela Heine, TFJ est la première chaîne de télévision juive en Europe. Elle a commencé à émettre sur le câble de Noos le 14 mai 1998 en MPEG-2 et en clair sur le satellite Hot-Bird d'Eutelsat. Durant 7 années de diffusion, TFJ a été reçu dans 70 pays, via satellite (Hot-Bird 3). La chaîne produisait 4 heures de programmes fraîches par jour, dont un journal toutes les heures. Le comité éditorial comporte des personnalités comme Elie Wiesel, Samuel Pisar, Laurence Soudet-Thomas, Jacques Attali, Joseph Sitruk (Grand-rabbin de France) etc. L'actionnaire de référence est Jean-Charles Naouri.  
Elle a connu ensuite des périodes difficiles avec notamment une liquidation judiciaire prononcée le 13 mai 2005 par le tribunal de commerce de Nanterre. Cette action a été initiée par Élisabeth Belicha, une actionnaire qui avait introduit une vague de procédures judiciaires contre TFJ et ses dirigeants dès la création de la chaîne en 1998. Le jour de la liquidation, Ghislain Allon présentait au CSA la candidature de TFJ à la TNT. Celle-ci n'a pas été retenue. 
Le 21 septembre 2005, TFJ rentre en Bourse. Cette opération financière a pour but de mener une levée de fonds en vue de sa renaissance prévue le 26 février 2006 avec une nouvelle équipe à sa tête.
Ainsi, de nouveaux animateurs (Roland Perez, Sophie Favier, Jonathan-Simon Sellem (fondateur de JSS News), Bernard Sabbah…) sont venus compléter l'ancienne équipe.
De 1998 à 2005, le logo de la chaîne qui arborait l'étoile de David, symbole du judaïsme, est remplacé en 2006 par un habillage plus moderne.
Marc Fiorentino, président de la chaîne, lance la nouvelle formule le 9 mars 2006. La grille des programmes est soumise aux suggestions des téléspectateurs pour l'améliorer pour la rentrée de septembre 2006. 9 mois plus tard, la nouvelle direction a déposé le bilan et la chaîne a cessé d'émettre le 24 novembre 2006. TFJ n'est plus présente sur le réseau Freebox TV, ni sur celui de Neuf TV. Le site de la chaîne (tfj.fr) est désormais vide de tout contenu.

### Identité visuelle (logo)

Logo de TFJ de 1998 à 2003.
Logo de TFJ de 2003 à 2006.
Logo de TFJ à partir de 2006.

### Slogans
- Depuis [Quand ?] : « La chaîne promise à tous »

## Organisation

### Dirigeants
Président-directeurs généraux
- Ghislain Allon : 14/05/1998 - 13/05/2005
- Marc Fiorentino : 25/11/2005 - 24/11/2006

Directeur de l'antenne
- Michaela Heine : 14/05/1998 - 13/05/2005
- Jacqueline Israël : 25/11/2005 - 24/11/2006

Directeur des programmes
- Michaela Heine : 14/05/1998 - 13/05/2005
- Ghislain Allon : 01/09/2005 - 28/02/2006

Directeur de la production et des achats programmes
- Anne Imbert : 01/03/2002 - 13/05/2005

Directeur de la rédaction
- Jonathan-Simon Sellem : 31/12/2004 - 15/09/2006

Directeur marketing
- David Saada: 01/12/1999 - 13/05/2005

Assistante de direction et des productions
- Christelle Philippe : 01/10/1999 - 30/09/2001

## Émissions

### De 1998 à 2005
- Histoire d'en parler, témoignages de rescapés de camps de concentration, crée et animée par Amanda Sthers
- La vache multicolore magazine hebdomadaire animé par Ghislain Allon et Ralph Pinto
- Cosmopolite, culture et politique, 90 minutes en direct, quotidien, animée par Ghislain Allon
- Le monde en action, bourse et économie, animée par Michaela Heine
- Rabbi Jacky Show, divertissement, quotidien, animée par Jacky
- Culture Club, animée par Annick Perez
- Questions de femmes,
- L’école des prophètes, animée par Ghislain Allon et Charles Mopsik
- Préface, littérature, animée par Laurent Seksik
- TFJ News animée par Jonathan-Simon Sellem, Arnaud Klein, Erika Moulet et Clara Lainé

### Depuis 2006
- Saturday Jacky Show animée par Jacky
- Les images ont la parole animée par Yves Derai
- TFJ News animée par Jonathan-Simon Sellem et Sandra Calme
- Entrepreneurs animée par Marc Fiorentino et Adrian Darnell
- Compte à rebours animée par Paul Wermus
- C'est votre droit animée par Roland Perez
- 26 chez vous animée par Yves Toledano et Jenny Zanna
- Vous qui partez en voyage animée par Bernard Sabbah
- Frères nous sommes animée par René Sirat
- Ouvertures animée par Michel Taubmann et Ilana Cicurel